# La Época (Chile, 1987-1998)
La Época fue un diario chileno editado en Santiago que circuló entre el 18 de marzo de 1987 y el 24 de julio de 1998.

## Historia
La Época fue fundada por Impresiones y Comunicaciones Ltda., sociedad encabezada por Emilio Filippi (quien fue su primer director hasta diciembre de 1992), Juan Hamilton, Fernando Molina y Juan Carlos Latorre Díaz. El 13 de junio de 1986 fue anunciada la autorización para iniciar sus publicaciones desde el 11 de marzo de 1987, publicando su primera edición una semana después de lo previsto, el 18 de marzo de 1987. Su línea editorial era opositora a la dictadura de Pinochet, y tras la asunción de Patricio Aylwin en la presidencia el diario se mostró cercano a la Concertación.
El 24 de julio de 1992, se conforma la empresa Inversiones Periodísticas y Publicitarias S.A., la cual toma posesión del periódico. En 1995, Impresos e Inversiones Ñielol, perteneciente a Radio Chilena, pasa a tener la mayoría de las acciones de la empresa, y convierte a La Época en sociedad anónima.
En 1996, el diario estrenó su sitio en Internet, convirtiéndose en el primer periódico en línea de Chile. El 1 de abril de 1998, los trabajadores del periódico adquirieron el 76,5% de las acciones, en un intento por mantener la existencia del matutino tras numerosas deudas impagas y la suspensión de la impresión de sus ejemplares por parte de Copesa, sin embargo, la última edición de La Época circuló el 24 de julio de 1998.
En abril de 2002 los archivos del diario La Época, que se encontraban en manos del periódico digital El Mostrador, fueron donados a la Escuela de Periodismo de la Universidad de Chile.